# Kastelholm
Kastelholm (szw. Kastelholms slott, fiń. Kastelholma) – średniowieczny zamek położony w mieście Sund, należący do pięciu najstarszych twierdz na Wyspach Alandzkich. Po raz pierwszy o zamku wspomniano w 1388 roku w spisie spadku największego posiadacza ziemskiego Szwecji i Finlandii – Bo Jonssona Gripa (ur. 1335?, zm. 1386).

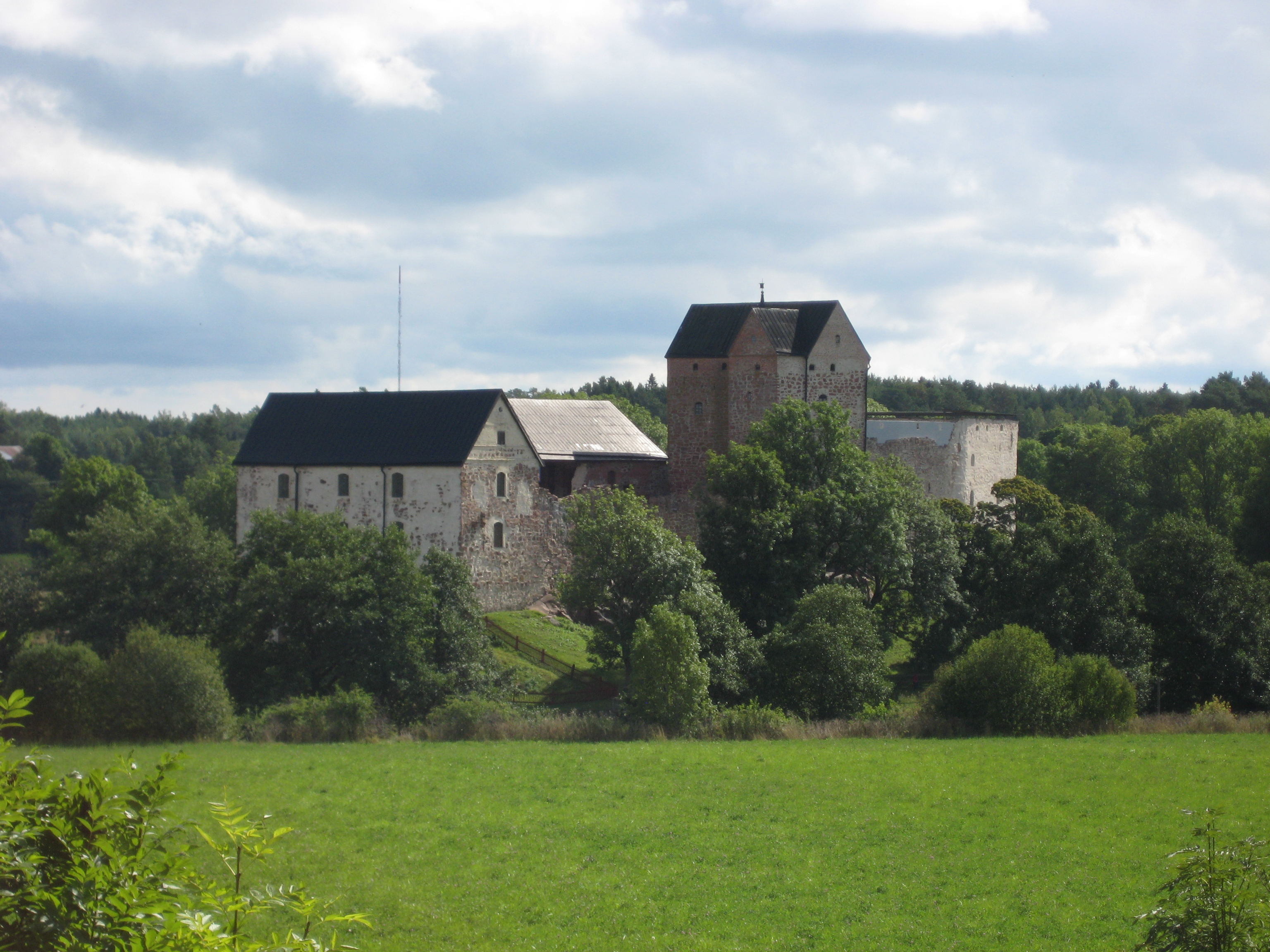
Zamek Kastelholm

Bezpośrednio obok zamku znajduje się Skansen im. Jana Karlsgårdena oraz muzeum więzienne Vita Björn.
Na suficie jednej z sal zamkowych widnieją herby wszystkich właścicieli twierdzy. Wśród nich znajduje się Orzeł Biały na czerwonym tle, upamiętniający władanie Katarzyny Jagiellonki, najmłodszej córki króla Polski Zygmunta I Starego, żony króla Szwecji Jana III Wazy i matki Zygmunta III Wazy.

## Historia
Jako przypuszczalną datę budowy zamku podaje się rok 1384. Zamek stanowił dużą część spadku królowej Małgorzaty I, który otrzymała od wielkiego posiadacza ziemskiego Bo Jonssona Gripa. Położenie zamku miało ze strategicznego punktu widzenia pod koniec XIV stulecia duże znaczenie. W tamtym czasie terytorium Szwecji rozciągało się po dzisiejszą Rosję. Zamek posiadał wieże, części mieszkalne oraz umocnienia. Po wielu przeróbkach i uzupełnieniach ruiny zamku składają się teraz z dwóch części, wyżej położonego zamku głównego i podzamcza otoczonego umocnieniami w kształcie pierścienia. W XV w. Wyspy Alandzkie stanowiły niezależny obszar feudalny. W kolejnych niespokojnych stuleciach zamek został wciągnięty w wojnę pomiędzy Szwecją i Danią. Wiele razy podbijany przez Danię, został ostatecznie odzyskany przez Szwedów. W 1530 r. po raz pierwszy Kastelholm odwiedził król Gustaw I Waza. 26 lat później przekazał on jako lenno Turku wraz z Wyspami Alandzkimi i zamkiem swojemu wówczas osiemnastoletniemu synowi Janowi III Wazie, który w 1563 poślubił Katarzynę Jagiellonkę. Polska księżniczka otrzymała od niego Kastelholm i Wyspy Alandzkie. W 1563 roku Katarzyna i Jan udali się do Turku i podejrzewani o spiskowanie z Rzecząpospolitą zostali uwięzieni przez króla Szwecji Eryka IV w zamku Gripsholm. Po obaleniu Eryka IV zostali zwolnieni, a Jan III Waza koronowany na króla. Do 1603 roku właścicielką zamku była wdowa po Gustawie I Wazie. Do 1634, gdy Wyspy Alandzkie zostały przekazane do Turku i prowincji Björneborg w Finlandii, zamkiem rządzili królewscy namiestnicy. W rezultacie Kastelholm stracił na znaczeniu. W roku 1745 wybuchł niszczycielski pożar, w wyniku którego duża część zamku spłonęła. W 1809 roku Szwecja straciła Wyspy Alandzkie oraz Finlandię na rzecz Rosji, a centrum panowania przeniesiono do twierdzy Bomarsund. Pod koniec XIX zaczęto podejmować prowizoryczne naprawy zamku. Ostatnia renowacja miała miejsce w latach 1982-2001.

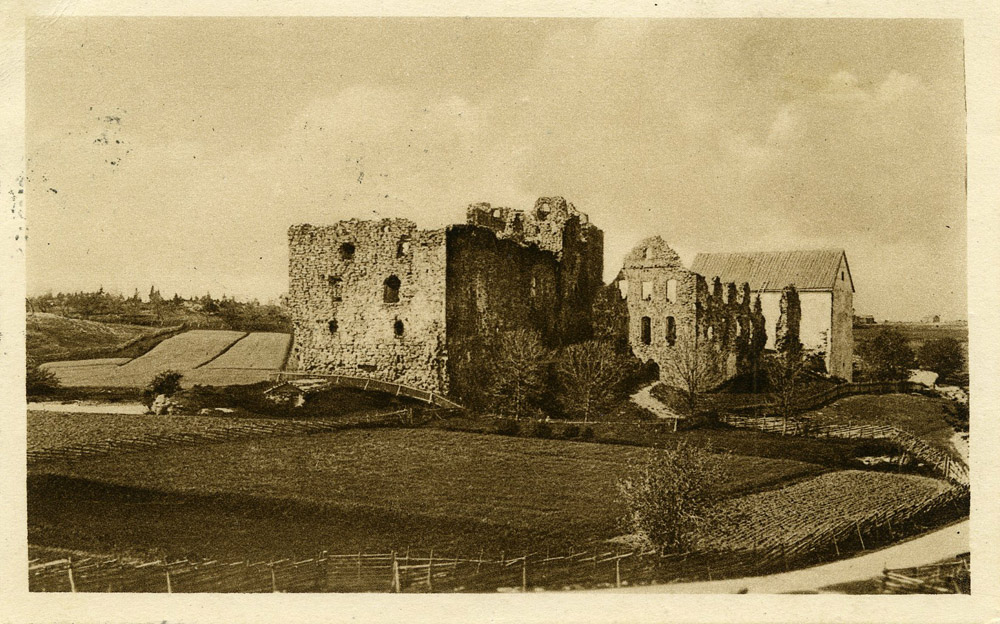
Kastelholm